# Giżyczki
Giżyczki – wieś w Polsce położona w województwie mazowieckim, w powiecie sochaczewskim, w gminie Iłów. Ma status sołectwa.
| SIMC    | Nazwa          | Rodzaj    |
| ------- | -------------- | --------- |
| 0566204 | Nastole-Giżyce | część wsi |

W latach 1975–1998 miejscowość administracyjnie należała do województwa płockiego.